# Сакурада, Такэси
Такэси Сакурада (яп. 桜田 武 , 8 декабря 1891, префектура Мияги, Японская империя — 10 сентября 1943) — генерал-лейтенант Императорской армии Японии в годы Второй мировой войны.

## Биография
Уроженец префектуры Мияги. Окончил Военную академию Императорской армии Японии в 1913 году. После окончания академии он попал служить в 29-й пехотный полк. Окончил Высшую военную академию Императорской армии Японии в ноябре 1921 года. После этого служил начальником штаба 10-й дивизии. С августа 1925 года по август 1928 он служил офицером штаба в Квантунской армии, а позже командовал 34-й пехотной бригадой.
В начале Второй японо-китайской войны в 1937 году Сакурада был начальником штаба IJA 5-й дивизии. Он участвовал в битве за Сюйчжоу. Получил звание генерал-майора в 1939 году, стал командиром 1-й бригады Императорской гвардии. Потом он командовал Смешанной бригадой Императорской гвардии в 1939—1940 годах.
Сакурада участвовал во вторжении во Французский Индокитай, в ходе которого командовал Индокитайской экспедиционной пехотной группой в составе Индокитайской экспедиционной армии. В 1941 году он был произведён в генерал-лейтенанты и стал комендантном Маэбасского училища для офицеров-резервистов в 1941—1942 годах.
В 1942—1943 годах Сакурада был командиром штаб-квартиры транспортного военно-морского флота в Себу. Сакурада был убит 10 сентября 1943 года, когда транспортный корабль с ним на борту был потоплен союзными войсками в Восточно-Китайском море.